# PGC 12788
LEDA/PGC 12788 (auch NGC 1326B) ist eine Balken-Spiralgalaxie vom Hubble-Typ SBd im Sternbild Fornax am Südsternhimmel. Sie ist schätzungsweise 39 Millionen Lichtjahre von der Milchstraße entfernt und hat einen Durchmesser von etwa 45.000 Lichtjahren. Gemeinsam mit PGC 12783 bildet sie ein optisches Galaxienpaar. Unter der Katalognummer FCC 39 ist sie als Mitglied des Fornax-Galaxienhaufens gelistet. 

Im selben Himmelsareal befinden sich u. a. die Galaxien NGC 1317, NGC 1318, NGC 1326, NGC 1336.